# Tim Lemperle
Tim Lemperle (Francoforte sul Meno, 5 febbraio 2002) è un calciatore tedesco, centrocampista del Colonia.

## Caratteristiche tecniche
È un esterno destro.

## Carriera

### Club
Cresciuto nel settore giovanile del Colonia, debutta in prima squadra il 27 giugno 2020 in occasione dell'incontro di Bundesliga perso 6-1 contro il Werder Brema.
Il 16 giugno 2023 viene ceduto in prestito al Greuther Fürth.

### Nazionale
Ha giocato nelle nazionali giovanili tedesche Under-17, Under-18, Under-19, Under-20 ed Under-21.

## Statistiche

### Presenze e reti nei club
Statistiche aggiornate al 25 gennaio 2025.
| Stagione          | Squadra           | Campionato        | Campionato | Campionato | Coppe nazionali | Coppe nazionali | Coppe nazionali | Coppe continentali | Coppe continentali | Coppe continentali | Altre coppe | Altre coppe | Altre coppe | Totale | Totale | Totale |
| Stagione          | Squadra           | Comp              | Pres       | Reti       | Comp            | Pres            | Reti            | Comp               | Pres               | Reti               | Comp        | Pres        | Reti        | Pres   | Reti   |        |
| ----------------- | ----------------- | ----------------- | ---------- | ---------- | --------------- | --------------- | --------------- | ------------------ | ------------------ | ------------------ | ----------- | ----------- | ----------- | ------ | ------ | ------ |
| 2020-2021         | Colonia II        | RL                | 27         | 10         | -               | -               | -               | -                  | -                  | -                  | -           | -           | -           | 27     | 10     |        |
| 2021-2022         | Colonia II        | RL                | 7          | 2          | -               | -               | -               | -                  | -                  | -                  | -           | -           | -           | 7      | 2      |        |
| 2022-2023         | Colonia II        | RL                | 7          | 4          | -               | -               | -               | -                  | -                  | -                  | -           | -           | -           | 7      | 4      |        |
| Totale Colonia II | Totale Colonia II | Totale Colonia II | 41         | 16         |                 | -               | -               |                    | -                  | -                  |             | -           | -           | 41     | 16     |        |
| 2019-2020         | Colonia           | BL                | 1          | 0          | CG              | 0               | 0               | -                  | -                  | -                  | -           | -           | -           | 1      | 0      |        |
| 2020-2021         | Colonia           | BL                | 0          | 0          | CG              | 1               | 0               | -                  | -                  | -                  | -           | -           | -           | 1      | 0      |        |
| 2021-2022         | Colonia           | BL                | 13         | 2          | CG              | 2               | 0               | -                  | -                  | -                  | -           | -           | -           | 15     | 2      |        |
| 2022-2023         | Colonia           | BL                | 12         | 0          | CG              | 1               | 0               | UECL               | 1                  | 0                  | -           | -           | -           | 14     | 0      |        |
| 2023-2024         | Greuther Fürth    | 2L                | 32         | 6          | CG              | 2               | 0               | -                  | -                  | -                  | -           | -           | -           | 34     | 6      |        |
| 2024-2025         | Colonia           | 2L                | 16         | 8          | CG              | 3               | 1               | -                  | -                  | -                  | -           | -           | -           | 19     | 9      |        |
| Totale Colonia    | Totale Colonia    | Totale Colonia    | 42         | 10         |                 | 7               | 1               |                    | 1                  | 0                  |             | -           | -           | 50     | 11     |        |
| Totale carriera   | Totale carriera   | Totale carriera   | 115        | 32         |                 | 9               | 1               |                    | 1                  | 0                  |             | -           | -           | 125    | 33     |        |

## Palmarès

### Club

#### Competizioni nazionali
- Campionato tedesco di seconda divisione: 1

Colonia: 2024-2025